# 武勇伝 (映画)
『武勇伝』は2003年3月22日公開の喧嘩アクション映画である。主演は2000年カンヌ国際映画祭グランプリ受賞作品『鬼が来た!』や『ストリートファイター』、ジャッキー・チェンの『デッドヒート』にも出演している国際派アクション俳優澤田謙也とK-1ファイターの魔裟斗。
キャッチコピーは「言葉はいらない、闘いがすべてだ。」。

## ストーリー
舞台は金と暴力と欲望が渦巻く街、新宿歌舞伎町。日中、圧倒的な喧嘩の強さで4人のチンピラをなぎ倒していく1人の男、吾妻吾郎。こぢんまりとしたバーを経営する元自衛官で、売られた喧嘩は買わずにはいられない性格で新宿に生きる一匹獣。一方、正当防衛ながら喧嘩で人を殺してしまった元ボクサーの龍平が戻ってくるが、早速もいざこざを起こしてしまい、それからも行き場のない焦燥感を抱えながら乾きを癒すかのように、敵を見つけては喧嘩を繰り広げていた。
闘いに倦み、現在は静かな生活を送っていた吾郎。吾郎の店の常連客のアヤはその夜、クラブで飲んでる時に偶然トラブルを起こしていた龍平と出会い、時々龍平と行動を共にするようになる。ある日、龍平とアヤは怪しげなチャイニーズクラブに行くのだが、そこでプッシャー達によるクスリの取引を目撃する。違う場所に移動しようとした際にジャンキーと肩がぶつかり、小突いて倒すがナメた態度をとったジャンキーに逆上した龍平はジャンキーをはじめ、チンピラ達数人と喧嘩をするが、その隙にアヤが誰もいなくなった取引現場から揺頭(ヤオトウ)を盗んでしまう。
やがて、それがきっかけで龍平と吾郎は厄介ごとに巻き込まれ、運命に導かれるかのように出会う。生きる術を知らない者達が1人、また1人集結し、闘いへと駆り出されてゆくのだった。

## スタッフ
- 監督：清水厚
- 企画：加藤東司、澤田謙也
- アクション監督：辻井啓伺
- 脚本：新田隆男
- 音楽監督：吉川清之
- 編集：矢船陽介
- 録音：三澤武徳
- 特殊メイク：原口智生
- プロデュース：米山紳、木暮剛彦、木谷祐介
- 製作者：松下順一
- 製作：アートポート、エニライツ

## キャスト
吾妻吾郎
演 - 澤田謙也
元自衛官で、自衛隊を辞めてからは歌舞伎町の路地の片隅に「Lontano -彼方へ-」という小さなバーを営んでいる。
血の気が多く、売られた喧嘩は必ず買う喧嘩っ早い性格だが、内心闘いに嫌気がさしていた。
喧嘩の強さと強面な風貌からその筋の者達からも慕われ、一目置かれている。
タバコの灰をまかれたり土足で看板を汚されたらふき取る潔癖症の一面を持つが、特に灰皿にタバコを捨てない者は許せない。
樋浦は自衛隊時代の先輩にあたる。黒髪でポニーテールヘアが特徴。
矢島龍平
演 - 魔裟斗
かつては伊藤が経営する「伊崎ボクシングジム」のジム生だった。ボクシングのリングデビューも決まっていたが、
直前に喧嘩で相手を殺してしまう。しかし、相手が不法入国者の外国人で、かつ相手から絡んできたこともあり
正当防衛で済まされるが、ボクシングへの道は閉ざされ、それからしばらく姿を消していたが歌舞伎町に戻ってくる。
戻ってからも早速もめごとを起こし、目的もないまま歌舞伎町を彷徨い、気に食わない者を見つけては不満を
ぶちまけるかのように自ら喧嘩を吹っ掛けにいくが、喧嘩を売られることも時々ある。
金髪でモヒカンのような髪型が特徴。
竹内アヤ
演 - 内藤陽子
吾郎のお店の常連客で、キャッチのバイトで生計を立てている。
クラブで飲んでた際、もめごとを起こしている龍平を目撃する。独特な雰囲気を醸し出す龍平に好意を寄せ
飲みに誘うが、きざな捨て台詞を吐かれて相手にされなかった。
その後、以前キャッチで引っ掛けた小柄なサラリーマン、タムラという男に絡まれ、脅迫されていたところを
偶然居合わせた龍平に助けられてからは一緒に行動をする。
ある日、チャイニーズクラブから揺頭を盗んでしまい、これが原因で龍平と吾郎を厄介ごとに巻き込ませた上に
2人を出会わせる結果となる。
魯偉雄
演 - 虎牙光揮
クスリを扱っている小さなチャイニーズグループの組織のリーダー格。
喧嘩も強く冷酷な性格で、へまをする下っ端には容赦なく制裁を加える。中国語も堪能。
吉田康人
演 - 近藤芳正
詳細は明かされていないが、リストラされたと思われるしがないサラリーマン。
みじめそうな見た目から、不良をはじめ酔っ払いや中学生からナメられる。
樋浦修
演 - 菅田俊
大柄なサラリーマン。吾郎と同じく元自衛官で、吾郎は自衛隊時代の後輩にあたる。
実はクスリの運び屋でもあるが、ある日持ち逃げをし、金に換えようとしていた。
吾郎の数々の噂を聞きつけ、吾郎の店へと訪れる。
黄賢明
演 - 六平直政
素性不明。中華や広東料理に精通している人物。吾郎とは親しい関係で、一目置かれている様子。
新作の料理が出るたんびに吾郎を呼び出し、味の感想を聞いている。
裏社会にも多少精通しており、チャイニーズグループが扱っているクスリを運び屋が持ち逃げして
躍起になって探していることを吾郎に教える。
伊藤敬介
演 - 渡嘉敷勝男
「伊崎ボクシングジム」の経営者でトレーナー。かつて龍平にボクシングを指導していた。
ジムの前を通る龍平を見かけては「素通りか？」と声をかけている。
事件後、歌舞伎町に戻ってきてジムで早速もめごとを起こした龍平に対して
「面白いか？人をぶん殴るのは」と言い放つが、実際はトラブル続きの龍平をすごく気にかけている。
タイ人キックボクザー
演 - ペッカセーム
試合の為に来日してきたウェルター級のキックボクサー。
タイ料理店に来店し、龍平達と出くわす。その際、女性店員の指示に従わず横柄な態度をとる龍平が気に入らず
龍平を指さして「おい、スカしてんじゃねぇぞ」と言い、喧嘩を売られたと思った龍平は「やんのかてめぇ！」と
言い放った後に回し蹴りを喰らわせ、喧嘩が勃発。最初は龍平を追い詰めるが不意を突かれ、右腕を折られてしまい、
蹴りで吹っ飛ばされてやられてしまう。
クラブの関係者
演 - HARU
素性不明。龍平がクラブでもめごとを起こしてるのを目撃し、喧嘩を阻止し突き放すが龍平が何もせず
ただ睨みつけることから龍平とは何らかの上下関係がある模様。
龍平に「この店にはもう来るな。わかってんだろ？」と言い去って行った。
挙動不審な強面風のチンピラ
演 - 山本喧一
吾郎のお店の前でウロウロしている挙動不審な強面風の男。

## 作品について
- 本作には元格闘家や現役の格闘家が多数出演している
- 魔裟斗と澤田謙也は撮影を通じて仲が良くなった。2018年1月30日に投稿された魔裟斗のインスタグラムには澤田と仲良くお酒を飲んでる姿が写っている。その際、澤田のことを「謙ちゃん」と呼んでいる
- 本編で魔裟斗に絡んでくるタイのキックボクサー役のペッカセームは最初、魔裟斗と本物のリングで闘えると勘違いしていたらしい
- 本作は全編新宿歌舞伎町が舞台であるが、澤田曰く警察関係から歌舞伎町での撮影許可が下りなかった為、ゲリラ撮影で行ったとの事